# ویتسوفپترو
ویتسوفپترو (انگلیسی: Vietsovpetro) شرکت نفت و گاز ویتنامی است، که در سال ۱۹۸۱ تأسیس شد.